# 肉珊瑚
肉珊瑚（学名：Sarcostemma acidum）是夹竹桃科肉珊瑚属的植物。分布于越南、印度以及中国大陆的广东等地，生长于海拔40米至300米的地区，一般生长在海边灌木丛中、为热带红树林、平地林中或海岸林确限种，目前尚未由人工引种栽培。

## 别名
铁珊、珊瑚、无叶藤（海南）